# Jacques Prévert
Jacques Prévert (født 4. februar 1900, død 11. april 1977) var en fransk surrealistisk digter og manuskriptforfatter. I en årrække arbejdede han sammen med filminstruktøren Marcel Carné. De skabte bl.a. mesterværket Paradisets børn (1945).
Hans ven Joseph Kosma satte musik til en række af Préverts digte og er fortolket af nogle af Frankrigs største sangere og sangerinder, blandt andre Édith Piaf, Yves Montand og Juliette Gréco. Blandt de mest populære sange er ”Les feuilles mortes” (Efterårets blade), "La grasse matinée” (Syvsover-morgenen), “Les bruits de la nuit” (Nattens lyde), ”Chasse à l’enfant” (Jagten på barnet) og ”Rappelle-toi, Barbara” (Husk på det, Barbara).
Serge Gainsbourg har skrevet en hyldestsang til Prévert: ”La chanson de Prévert”.